# Школа Хотчкисс
Школа Хотчкисс (англ. Hotchkiss School) — престижная частная старшая школа-интернат в городе Солсбери, штат Коннектикут, США. Входит в ассоциацию 8 наиболее престижных частных школ Новой Англии. Эндаумент школы составляет 491,8 млн долларов.
Основана в 1891 году Марией Харрисон Бисселл Хотчкисс (1827—1901) под руководством президента Йельского университета Тимоти Дуайта V. Школа была названа в честь её умершего мужа Бенджамина Хотчкисса (1826—1885), американского конструктора стрелкового оружия и артиллерийских орудий. В 1892 году школа приняла первых 50 воспитанников мужского пола. До 1974 года в школе учились исключительно мальчики, затем школа перешла на совместное обучение мальчиков и девочек.
В школе обучаются 600 человек, из них 17 % иностранные граждане. Учебный процесс обеспечивают 150 преподавателей. Библиотека школы имеет собрание из 87 тыс. томов.
Кампус школы расположен на территории в 3 км² и включает, помимо многочисленных зданий школы, два озера и лес.